# Incalzando
Incalzando is een Italiaanse muziekterm die aangeeft dat een stuk of passage uitgevoerd dient te worden op een meer dringende manier dan de voorgaande passage. De term kan naar het Nederlands worden vertaald met dringender worden. Deze term heeft betrekking op zowel het te spelen tempo als op de voordracht, maar in de praktijk zal vooral zijn invloed op het tempo merkbaar zijn, boven die op de voordracht. Verder gaat een uitvoering van de term vaak gepaard met een toename in dynamiek. De term is verwant aan de aanwijzing stringendo.